# Adriana Budewska

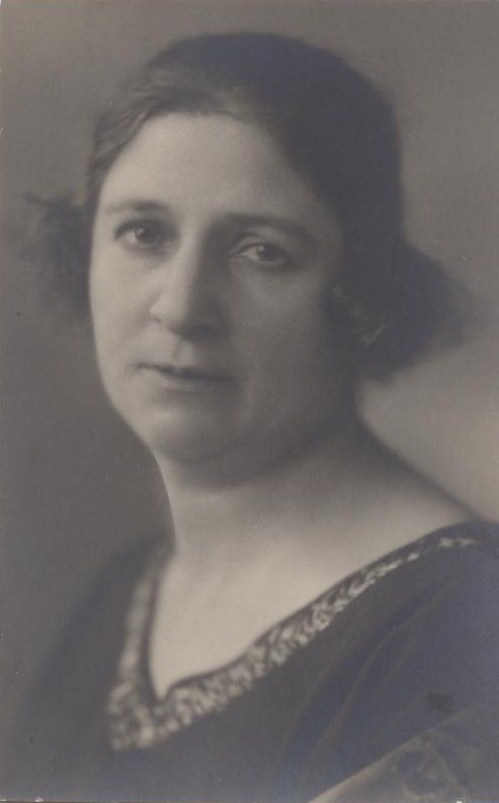
Adriana Budewska

Adriana Budewska (auch Adriana Budevska, bulgarisch Адриана Будевска; * 13. Dezember 1878 in Dobritsch; † 9. Dezember 1955 in Sofia) war eine bulgarische Schauspielerin und eine der Begründerinnen des modernen bulgarischen Theaters.

## Leben
Budewska wurde in der nordöstlichen Stadt Pazarcık (heute Dobritsch) geboren und beendete ihr Abitur in Warna. 1895 wurde sie vom bulgarischen Kulturministerium als Stipendiatin am russischen Maly-Theater in Moskau ausgewählt. Unter ihren Ausbildern dort war Aleksandar Petrowitsch Lenski.
Nach ihrer vierjährigen Ausbildung kehrte Budewska 1899 nach Bulgarien zurück und spielte im Theater „Salsa i Smjach“ (Träne und Lachen) in Sofia. Sie debütierte dort mit der Rolle von Wassilissa Melentiewa aus dem gleichnamigen Theaterstück des russischen Dramatikers Alexander Nikolajewitsch Ostrowski. Zwischen 1906 und 1926 spielte Budewska im Nationaltheater „Iwan Wasow“. Dort lernte sie den Schauspieler Christo Gantschew kennen und heiratete ihn.
1926 wurde sie entlassen und emigrierte 1937 zu ihrem Sohn in Südamerika, sie kehrte erst 1948 nach dem Ende des Königreichs Bulgarien und der Ausrufung der Volksrepublik Bulgarien. Anfang 1949 wurde im ganzen Land ihr 70. Geburtstag gefeiert.
Andriana Budewska verstarb am 9. Dezember 1955 in der bulgarischen Hauptstadt Sofia. Heute trägt das Dramatheater in Burgas ihren Namen.